# Garde nationale mobile
La Garde nationale mobile, detta anche Garde mobile o Guardia nazionale mobile, fu un corpo, nato nel 1868, inizialmente ausiliario dell'esercito regolare francese, destinato alla difesa delle roccaforti, delle città, delle coste e delle frontiere e per il mantenimento dell'ordine, ma successivamente utilizzato anche come forza militare, specie durante la guerra franco-prussiana.
La Garde mobile è cosa diversa rispetto alla Guardia nazionale. Se quest'ultima costituiva una forza "statica" locale, la Garde mobile invece era una forza più versatile, che prendeva parte agli scontri nei vari scenari di guerra.

## Storia

### Il caso prussiano
Nel corso del conflitto contro la Prussia la Garde nationale mobile fu vastamente impiegata in opposizione alle forze prussiane. Essa ebbe un ruolo molte volte determinante, quasi sempre di primo piano, nell'infoltimento dei ranghi dei corpi d'armata francesi, spesso falcidiati dalle perdite e per questo costretti a ricorrere all'impiego dei più modesti uomini della Garde mobile, che non costituivano una forza d'élite. Essi erano infatti scarsamente armati e addestrati e possedevano un mediocre grado di istruzione.
A due mesi dalla sconfitta finale per la Francia repubblicana l'esercito regolare francese era costituito per i 9/10 da Garde nationale. Essa prese parte all'assedio di Parigi: circa 100.000 uomini della guardia vennero utilizzati per la difesa della capitale accerchiata dai prussiani. A Belfort, in 12.000 costituirono i 3/4 della guarnigione della città assediata. Le truppe difesero la città per più di tre mesi, dal 4 novembre 1870 al 18 febbraio 1871. La garde mobile, come la Guardia nazionale, non sopravvissero dopo la fine sanguinosa della comune parigina.